# 神崎りのあ
神崎 りのあ（かんざき りのあ、1986年〈昭和61年〉5月9日  - ）は、日本の女性コスプレイヤー、アイドル、歌手、声優。京都府宇治市出身。

## 概要
2009年、黒執事の主人公・シエルの女装姿でコスプレデビュー、その後2012年より芸能活動を開始。
当初はキャンペーンガールや総合格闘技大会PANCRASE 257にラウンドガールとして出演するなどコスプレコンパニオンとしての活動がメインであったが、
コスプレアイドルユニットRe:DIVA2.5(リアルディーヴァ・ニーテンゴ)のリーダーも務め、作詞も担当。
以降所沢ローカルタレントとしての活動やテレビ番組へのゲスト出演等活動の場を広げ、2015年には1stDVD「神崎りのあ vol.1 レイヤー製作委員会」にてグラビアアイドルとしてもデビュー、同年「モグモグ風林火山 弐ノ陣」のモグ姫役として声優デビュー。
2019年にはライブアイドルグループ虹色幻想曲 〜プリズム・ファンタジア〜に加入し8月3日 TOKYO IDOL FESTIVAL 2019内TOKYO GRAVURE IDOL FESTIVAL 2019の初日に出演した。
ふなっしーが好きで2014年にはフジテレビのとくダネ!にてふなっしー自作衣装作成特集で自宅取材を受けたことがある。漫画家の神崎柚は実の妹である。

## 出演

### 映画
- ブラックフィルム(2014年)塚本早苗 役

### テレビ
- 美女たちの密談 モテるの法則X season4（2023年、エンタメ～テレ）[12]

### ゲーム
- 真 モグモグ風林火山 弐の陣 モグ姫 役

## 作品

### 写真集
- 「Progress」コスプレ写真集(2013年)
- 「りのっしー」ROM写真集(2014年)
- 「神崎これくしょん」ROM写真集(2014年)
- 「リノアライブ！」ROM写真集(2015年)
- 「リノアライブ！２」ROM写真集(2015年)
- 「リノアタンに出会いを求めるのは間違っているだろうか」ROM写真集(2015年)
- 「りのあみっくす!」ROM写真集(2015年)
- 「天使すぎるコスプレイヤー」ROM写真集(2015年)
- COSPLAYER RINOA KANZAKI（2019年6月28日、游学社、撮影：佐藤健）ISBN 978-4904827598

### CD
- Jamp☆
- My Town ところざわ

### DVD・BD
- 「レイヤー製作委員会 Vol.1」グラビアDVD(2015年)[13]
- 「レイヤー製作委員会 Vol.2」グラビアDVD(2015年)[14][15][16]